# Saint-Martin-du-Var
 Saint-Martin-du-Var  es una población y comuna francesa, en la región de Provenza-Alpes-Costa Azul, departamento de Alpes Marítimos, en el distrito de Niza y cantón de Guillaumes.

## Demografía
| ... | ... | ... | ... | ... | ... | ... | ... | ... | ... | ... | 431 | 507 | 514 | 506 | 548 | 447 | 560 | 656 | 796 | 874 | 934 | 932 | 794 | 791 | 892 | 1 072 | 1 180 | 1 318 | 1 528 | 1 869 | 2 197 | 2 502 |
| Para los censos de 1962 a 1999 la población legal corresponde a la población sin duplicidades (Fuente: INSEE [Consultar]) |     |     |     |     |     |     |     |     |     |     |     |     |     |     |     |     |     |     |     |     |     |     |     |     |     |       |       |       |       |       |       |       |